# Homburg Invest
Homburg Invest was een Nederlands / Canadees bedrijf dat zich richtte op vastgoed.
Het bedrijf werd na verschillende verwikkelingen rond het vastgoedbedrijf Uni-Invest in 2000 opgericht door Richard Homburg. De aandelen van Homburg Invest stonden genoteerd aan de beurs van Toronto en NYSE Euronext in Amsterdam. Anno 2011 kwam het bedrijf in grote problemen, en in maart dat jaar trad oprichter en grootaandeelhouder Richard Homburg af als bestuursvoorzitter. Het bedrijf bezweek onder een te grote schuldenlast.
Beleggersvereniging VEB heeft een onderzoek gestart naar de gang van zaken bij het bedrijf. De teloorgang zou tien jaar in beslag nemen.